# Escrita ibérica levantina

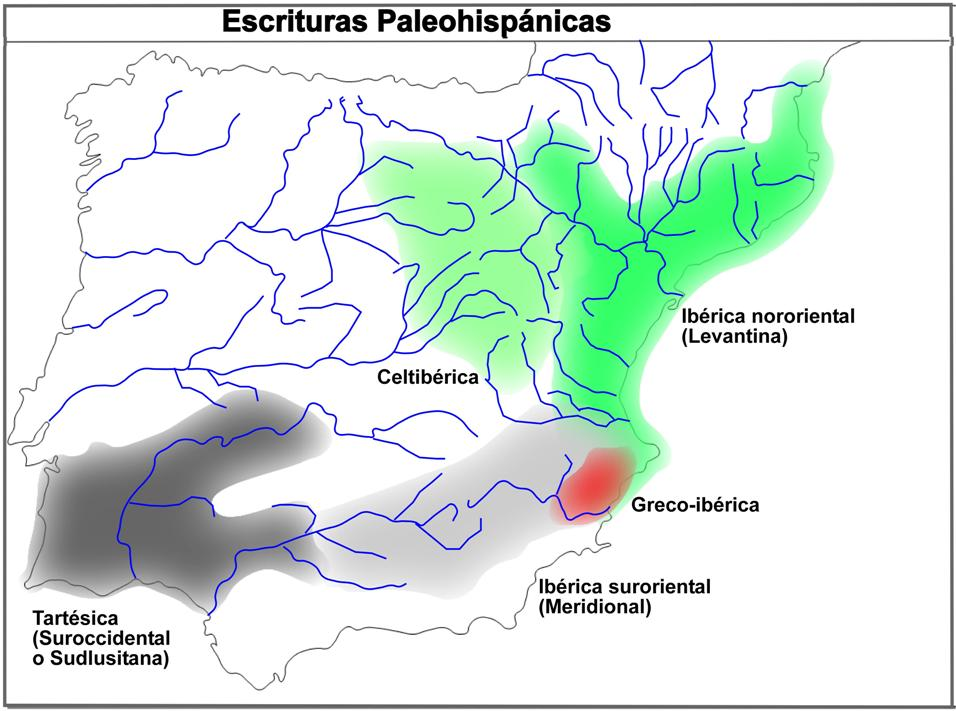
Escritas paleohispânicas

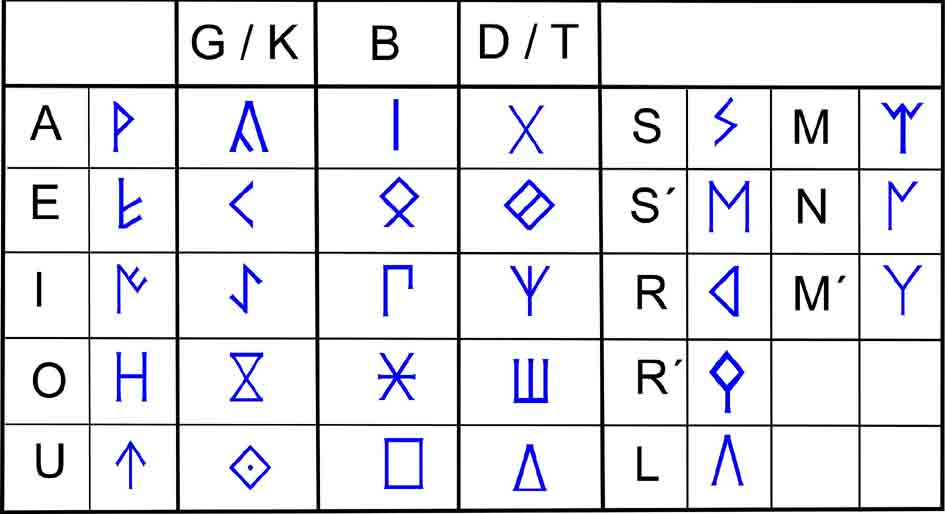
Um signario ibérico nor-oriental não dual

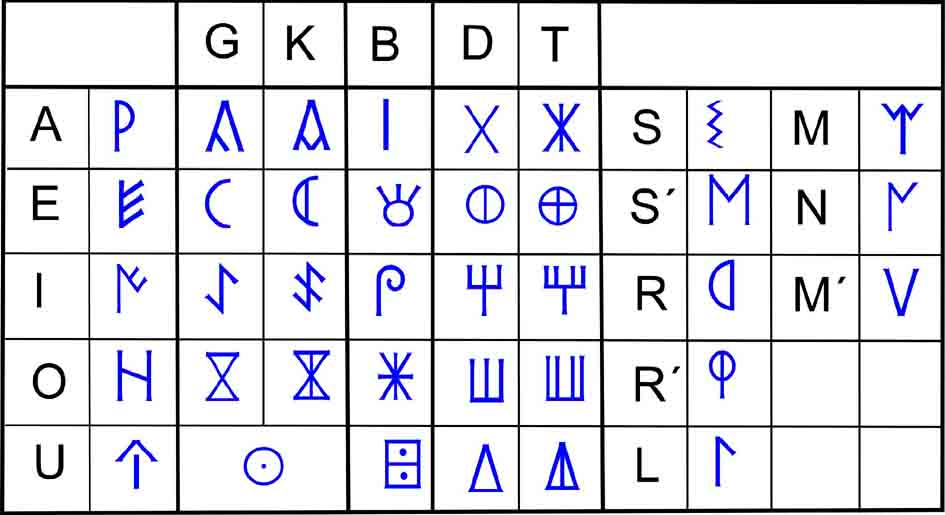
Um signario ibérico nor-oriental dual

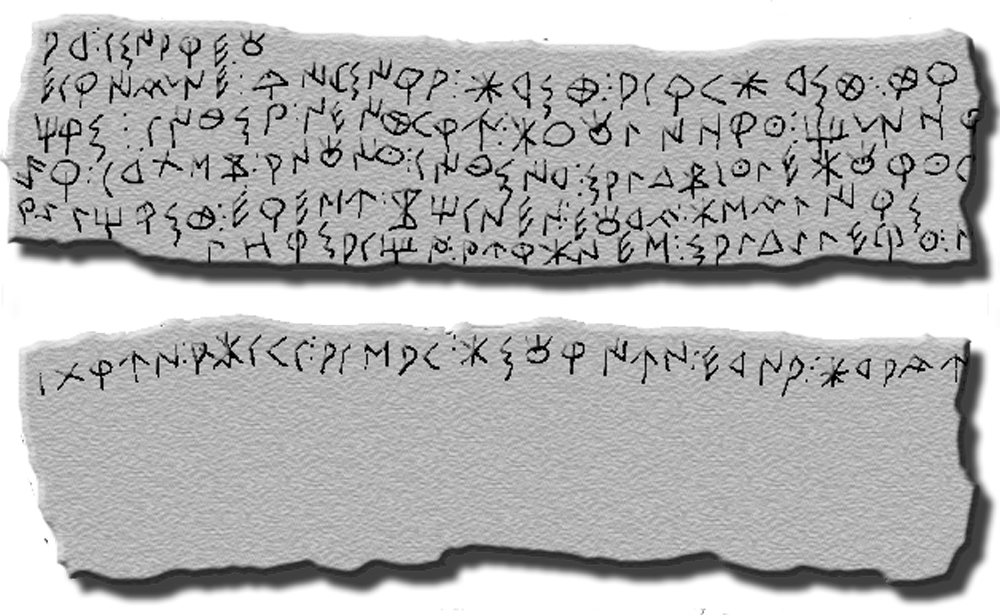
Chumbo de Ullastret

A escrita ibérica levantina, também conhecida como nororiental ou simplesmente ibérica, é uma escrita paleohispânica que expressa a língua ibérica, como a escrita ibérica suroriental e o alfabeto greco-ibérico. Como a maior parte das outras escritas paleo-hispânicas, à exceção do alfabeto greco-ibérico, esta escrita apresenta signos que representam consoantes e vogais, como os alfabetos, e signos que representam sílabas, como os silabários. A sua utilização é conhecida entre os séculos V a.C. e I d.C. no nordeste da Península Ibérica (Aragão, Valência, Catalunha, Pirenéus Orientais Aude e Hérault). Os seus textos apresentam-se quase sempre da esquerda para a direita.
A partir do Sul, da Escrita Ibérica Meridional, surgiu, mais ao norte, a Escrita Levantina. Muito inovadora, pela introdução de uma série numerosa de novos caracteres, quase todos ligados à nasalização, como m’, a partir do u meridional, e m, como uma variante de n.
O seu valor fonético pôde ser recolhido a partir dos seus documentos mais importantes, as legendas monetárias através do trabalho de Gomez Moreno. Este investigador começou a sua abordagem pela legendas bilingues que, naturalmente, permitiam a identificação rápida de alguns signos. Assim, reconheceu os caracteres para CEL nas moedas da Colonia Iulia Celse, GIL, nas moedas de Edetania e SAETABI, nas de Xátiva. Passou de seguida às moedas de séries ibéricas que eram continuadas com moedas de semelhante tipologia mas com legendas latinas, o que permitiu recolher os caracteres para BILBILIS, SEGOBRIGA e CLOUNIOQ.  Prosseguindo ainda mais longe nesta sua análise, Gomez Moreno acabou por obter uma leitura relativamente consensual para os valores fonéticos destes caracteres. Observemos por fim, que o autor identificou vários sons que nos signos silábicos se revelam imprecisos, nomeadamente B e P, T e D e, por fim, K e G.
A Escrita Levantina pode ser subdivida em duas variantes utilizadas durante os séculos IV e III a.C.: Uma empregue a norte do rio Ebro, e conhecida como sistema Catalão (ou dual); e uma segunda, usada mais a sul e conhecida como sistema Edetiano. Depois do século III a.C., o sistema Catalão deixou de ser utilizado, permanecendo apenas o sistema Edetiano.